# Newlands (Trinidad y Tobago)
Newlands es una localidad de Trinidad y Tobago, que forma parte del borough de Punta Fortín.

## Geografía
La localidad abarca parte de la isla Trinidad y limita al norte con Clifton Hill, al sur con Point Ligoure, al este con Punta Fortín y al oeste con el golfo de Paria.

## Demografía
Datos demográficos de la localidad de Newlands:
| Gráfica de evolución demográfica de Newlands entre 2000 y 2011 |
|                                                                |